# Letov Š-14
O Letov Š-14 foi um avião monomotor, de assento único, projetado e construído na Checoslováquia no início da década de 1920. Originalmente desenhado como um caça biplano, foi posteriormente modificado em um monoplano e entrou como competidor em uma competição de velocidade.

## Projeto e desenvolvimento
O Letov Š-14 foi projetado em conjunto com o Letov Š-13, compartilhando seu motor V8 Hispano-Suiza 8Fb refrigerado à água com 300 hp (224 kW), produzido sob licença pela Škoda, mas não seu aerofólio espesso. Assim como o Š-13, seria um caça biplano de assento único. Possuía construção mista, com asas de madeira e uma fuselagem de estrutura metálica.
As asas, montadas com uma pequena diferença de distância (para frente e para trás) entre elas, possuíam cantos retos e com uma corda constante. A asa superior era fixada à fuselagem com uma estrutura tipo cabana, imediatamente à frente da cabine de pilotagem aberta, situada abaixo do bordo de fuga da asa.
O motor girava uma hélice de duas pás com um spinner. Era refrigerado por um radiador retangular em cada lado da fuselagem, entre as asas. A fuselagem tinha a lateral plana, afunilando-se para trás até a cauda, onde esta era ampla, mas baixa. O Š-14 pousava com um trem de pouso convencional.
O Š-14 voou pela primeira vez em 1924, mas Letov rapidamente decidiu concentrar seus esforços de caça no Letov Š-20, que voou no ano seguinte. Então o Š-14 foi reconstruído como um monoplano cantilever para participar do Terceiro Campeonato de Velocidade de 1924. Naquele evento, o recorde de velocidade foi de 153,13 mph (250 km/h).